# Košarkaški klub Kavadarci
Il K.K. Kavadarci è una società cestistica avente sede a Kavadarci,  nella Repubblica di Macedonia. Fondata nel 1946, gioca nel campionato macedone.

## Palmarès
- Campionato macedone: 3

2007-08, 2009-10, 2010-11
- Coppa di Macedonia: 2

2008, 2010
- Lega Balcanica: 1

2010-11